# Robbie Ray
Robert Glenn Ray (Brentwood, 1º ottobre 1991) è un giocatore di baseball statunitense, lanciatore partente per i Seattle Mariners della Major League Baseball.

## Carriera

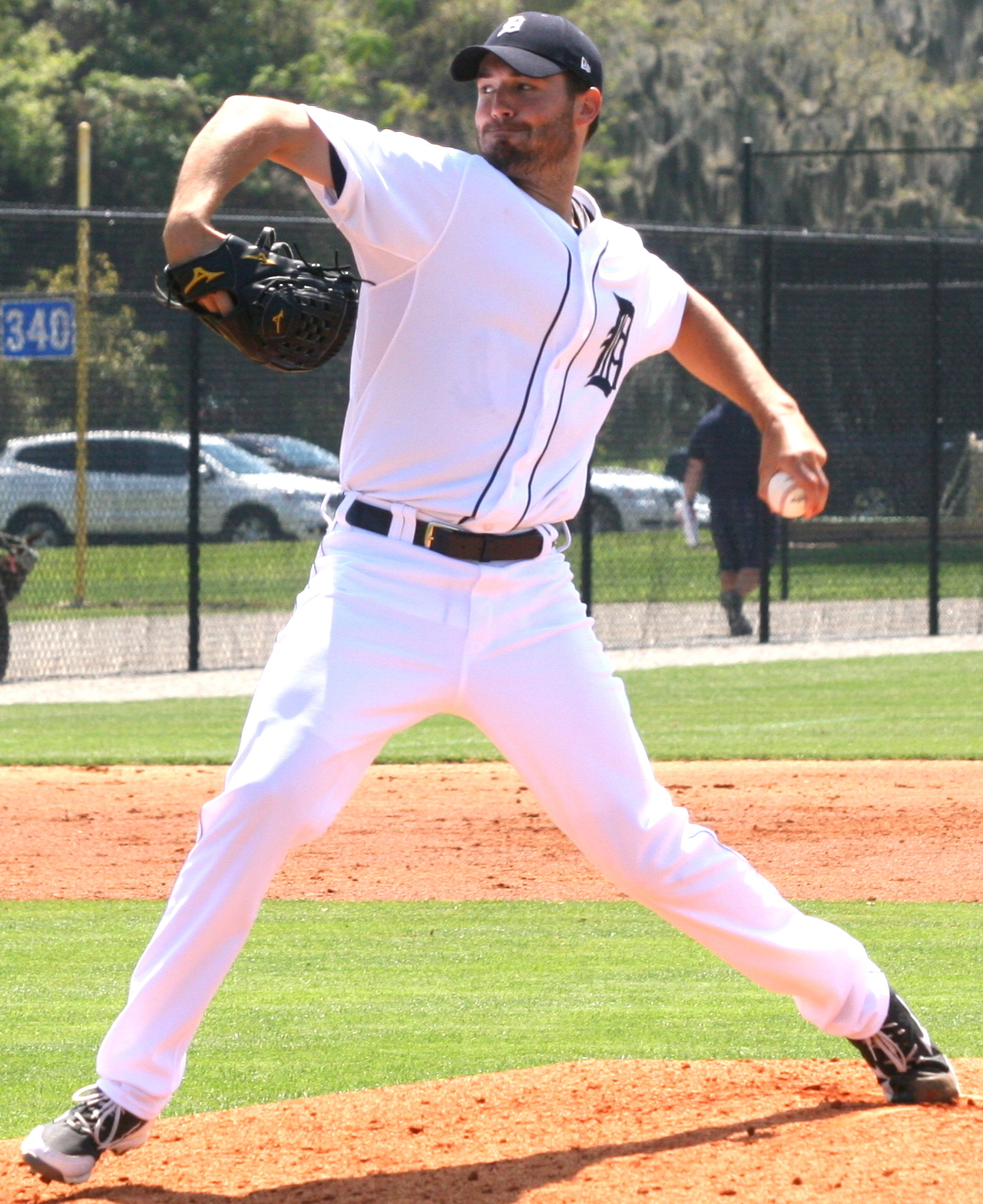
Ray con i Tigers nel 2014

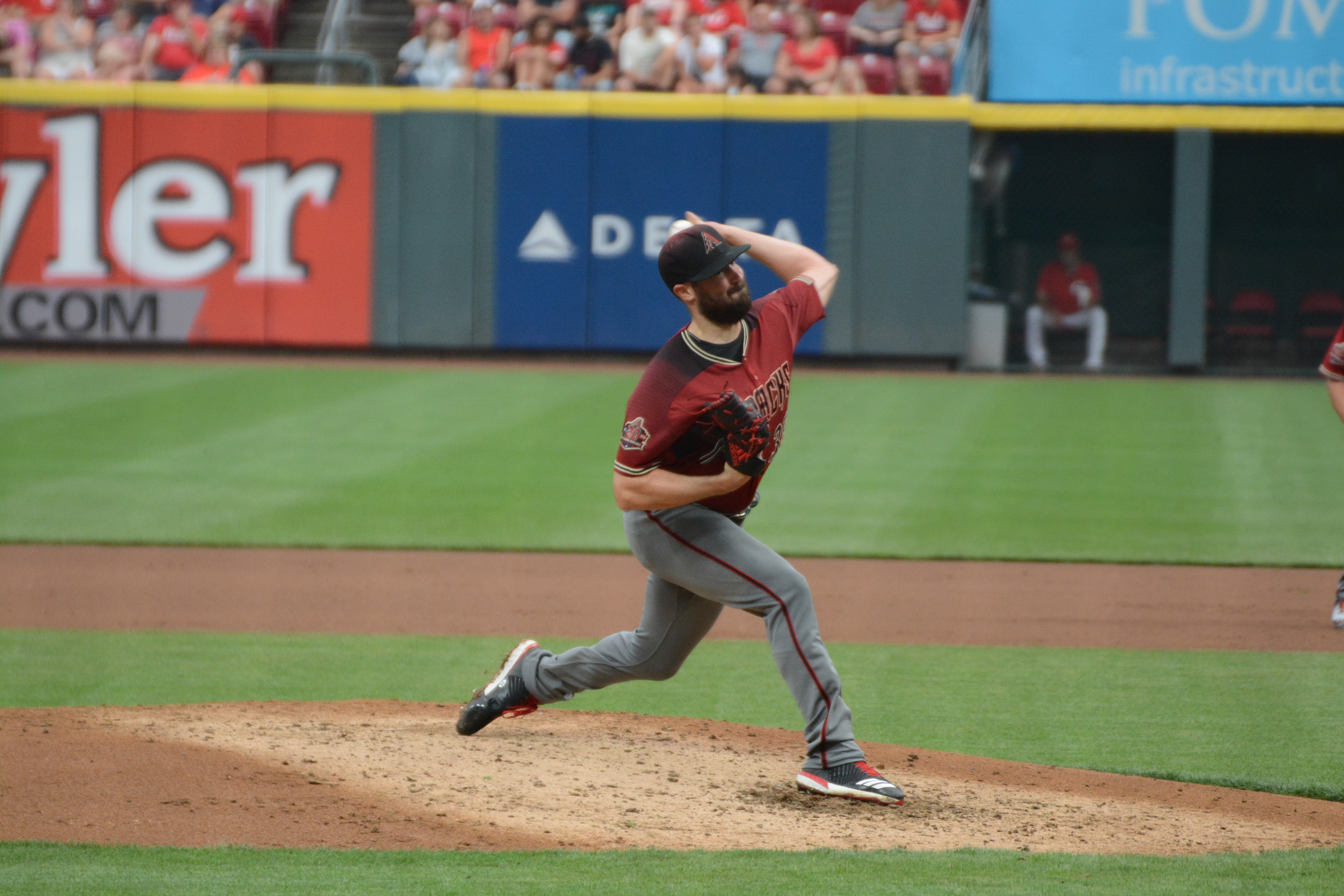
Ray con i D-backs nel 2018

### Inizi e Minor League (MiLB)
Nato a Brentwood nello stato del Tennessee, Ray frequentò l'omonima Brentwood High School nella sua città natale. Venne selezionato nel dodicesimo turno del draft MLB 2010, dai Washington Nationals. Firmò il 14 agosto e venne assegnato alla classe A-breve, dove riuscì a disputare un inning prima dell'imminente fine della stagione. Disputò la stagione 2011 nella classe A e nel 2012 nella classe A-avanzata. Il 5 luglio 2013 venne promosso nella Doppia-A.
Il 2 dicembre 2013, i Nationals scambiarono Ray, Ian Krol e Steve Lombardozzi con gli Detroit Tigers per Doug Fister. Iniziò la stagione 2014 nella Tripla-A.

### Major League (MLB)
Ray debuttò nella MLB il 6 maggio 2014, al Comerica Park di Detroit contro gli Houston Astros. Schierato come lanciatore partente, lanciò per 5.1 inning e affrontò 22 battitori, concedendo un punto, cinque valide, una base su ball e ottenendo i suoi primi cinque strikeout e la sua prima vittoria. Il 12 agosto contro i Pirates, apparve per la prima volta in battuta in due turni, ottenendo nel primo, la base su errore del seconda base, e nel secondo, la sua prima valida. Concluse la stagione con 9 partite disputate (6 da partente) nella MLB e 20 nella Tripla-A.
Il 5 dicembre 2014, i Tigers scambiarono Ray e Domingo Leyba con gli Arizona Diamondbacks, come parte di uno scambio che coinvolse tre franchigie. I Tigers ricevettero Shane Greene dagli Yankees, che a loro volta ottennero Didi Gregorius dai Diamondbacks.
Nel 2015 con i D-backs, prese parte a 23 partite nella MLB, tutte da partente, mentre nella Tripla-A venne schierato in 9 incontri, tutti disputati a inizio stagione.
Il 6 giugno 2016 contro i Rays, come battitore affrontò due turni di battuta realizzando il suo primo fuoricampo e successivamente una valida. Il 21 agosto venne nominato giocatore della settimana dell'American League. La stagione fu la prima di Ray disputata interamente nella MLB. Partecipò a 32 partite, tutte come lanciatore partente.
Durante la stagione 2017 venne convocato per il suo primo All-Star Game. Al termine della stagione regolare, prese parte per la prima volta al post stagione, lanciando come rilievo durante il Wild Card Game contro i Rockies e come partente nella gara 2 delle Division Series contro i Dodgers, dove ottenne una sconfitta.
Il 31 agosto 2020, i D-backs scambiarono Ray assieme a una somma in denaro con gli Toronto Blue Jays per Travis Bergen. Conclusa la stagione regolare, partecipò per la seconda volta in carriera al post stagione, giocando come rilievo nella gara 1 delle Wild Card Series contro i Rays. Divenuto Free agent a fine stagione, Ray rinnovò con i Blue Jays il 7 novembre 2020.
Nel 2021, venne nominato giocatore del mese di agosto e chiuse come capoclassifica in media PGL e strikeout, ottenendo al termine della stagione il Cy Young Award. Divenne nuovamente free agent al termine della stagione.
Il 30 novembre 2021, Ray firmò un contratto quinquennale dal valore complessivo di 115 milioni di dollari con i Seattle Mariners, con inclusa una clausola del giocatore per un eventuale rescissione dopo il terzo anno e una clausola che vieta lo scambio con altre franchigie.

## Palmares

### Individuale
- MLB All-Star: 1

2017
- All-MLB First Team: 1

2021
- Cy Young Award: 1

2021
- Capoclassifica della AL in media PGL: 1

2021 (2.84)
- Capoclassifica della AL in strikeout: 1

2021 (248)
- Lanciatore del mese: 1

AL: agosto 2021
- Giocatore della settimana: 2

NL: 21 agosto 2016
AL: 5 settembre 2021